# Darceta
Darceta là một chi bướm đêm thuộc họ Noctuidae.

## Loài
- Darceta falcata Druce, 1883
- Darceta grandimacula Schaus, 1921
- Darceta haenschi Dohrn, 1906
- Darceta ophideres Draudt, 1919
- Darceta primulina Druce, 1889
- Darceta proserpina Stoll, [1782]
- Darceta severa Stoll, [1782]